# Вътрешна политика на Либия при Муамар Кадафи
Вътрешна политика на Либия по времето на Муамар Кадафи е педиод между 1969 г. и 2011 г., когато цялостната визия на политиката на Либия е определяна от Муамар Кадафи, който идва на власт след преврат. В годините на неговото управление си изгражда образ на бунтовник и военен с лява политика срещу Запада и колониализма.

## История на либийската политика при Кадафи
Кадафи отменя Конституцията от 1951 г. и представя собствена философия, базирана на неговата книга „Зелена книга“, публикувана през 70-те години. Системата на Кадафи, известна още като Джамахирия или в превод „държава на народа“. Кафафи управлява еднолично страната, но не е официално обявен за президент или министър-председател, а по-скоро е водач до рухването на режима след Гражданска война в Либия през 2011 г.
Първите седем години след Революцията от 1969 г., Генерал Кадафи и приближените му 12 офицери, Революционния команден съвет, започват преобразяване на либийската политическа система, общество и икономика. На 2 март 1977 г. Кадафи свиква Националния конгрес, за да обяви новото наименование на страната, а именно Социалистическа народна либийска арабска джамахирия. Той успява да контролира всички аспекти на либийското правителство чрез директни обръщения към народа, огромен набор от полицейски и военни сили и мощни революционни комитети. Въпреки че не заема формално длъжност, Кадафи има абсолютната власт с помощта на малка група от доверени съветници, включващи роднини от родния му град Сирт, намиращ се между провинциите Триполитания и Киренайка.
През 1973 г. Кадафи обявява „културна революция“ в училищата, бизнеса, индустрията и институциите, за да надзирава управлението на тези организации с цел да защитава обществения интерес.
През 80-те години расте конкуренцията между официалното либийско правителство и военните структури и революционните комитети. Неуспешен опит за преврат през май 1984 г., организиран от група либийски изгнаници, с международна подкрепа, довежда до терор в който стотици са разпитани и осъдени. Неизвестен брой хора са екзекутирани. Кадафи използва революционните комитети в издирването на организаторите на опита за преврат, като по този начин ускорява радикализацията в управленската йерархия на Либия.
След бомбардировката над Либия от страна на САЩ през 1986 г. Кадафи издава указ с който пред името на държавата се поставя думата „Велика“ – Велика Социалистическа народна либийска арабска джамахирия.
През 1988 г., изправен пред растящото недоволство поради недостига на стоки и проблемите на Либия във войната с Чад, Кадафи обуздава властта на революционните комитети и въвежда някои реформи в страната. Освобождават се множество политически затворници и е улеснено влизането на чужденци в Либия, отново е разрешен частният бизнес.
По същото време започва антифундаменталистката ислямска политика, която разглежда фундаментализма като потенциално обединение на противницие на режима на Кадафи. Държавни служители и военни често биват сменяни на постовете си или временно са поставяни под домашен арест, за да се обезвредят потенциалните заплахи за властта на Кадафи.
Въпреки тези мерки вътрешните противоречия продължават. Силите за сигурност извършват превантивна операция срещу предполагаеми извършители на преврат сред военните формирования на страната. Именно военните, преди основната сила на Кадафи, стават потенциална заплаха през 90-те години. Кадафи предприема политика периодично да ликвидира враговете си в армията и да назначава на тяхно място свои лоялни приближени.

## Политически сектори
- Органите на военната хунта се създават пред 1969 г. – те функционират през целия период на управление на Кадафи. През 1977 г. са създадени „революционни комитети“, които в действителност, по подобие на социалистическите държави, са използвани за наблюдение на населението и репресивни действия спрямо всички, които се опълчат на властта на Кадафи. Между 10% и 20% от либийските работници са работили като информатори за комитетите.
- Терминът „джамахирия“ е превеждан на „държава на народа“, използва се за държава последовател на политическата философия на Кадафи представена в „Зелена книга“. Официално правителството на държавата е обявило, че Либия е директна демокрация без политически партии, управлявана от населението чрез местни съвети и комуни с над 2700 представители (известни като Основен народен конгрес). На всеки 4 години се одобряват лидерите и секретарите на местните съвети, понякога с много дебати и спорове.
- Съдебната система на Либия се състои от 4 нива – Дисциплинарен съд за дребни нарушения; Съд от първа инстанция за по-сериозните престъпления; Апелативен съд и Върховен съд, който е най-горна инстанция в Джамахирията. Специални „революционни съдилища“ и военен съд оперират извън съдебната система за политически нарушения и престъпления срещу държавата.
- Политическите партии са забранени през 1972 г. Основаването на неправителствени организации е разрешено през 1971 г., но техният брой е изключително малък в сравнение със съседните страни на Либия, тъй като те трябва да следват революционните идеи, приети в страната. Съюзи не съществуват, но множество професионални организации са интегрирани в държавната структура като трети стълб заедно с Народния конгрес и Комитетите, въпреки че тези организации нямат право да протестират.

Преди преврата, извършен от Кадафи, избори са осъществени през 50-те и 60-те години.